# Atlantisch orkaanseizoen 2005
Het Atlantisch orkaanseizoen 2005 duurde van 1 juni 2005 tot 6 januari 2006, toen de laatste tropische storm, Zeta oploste. Normaal duurt het seizoen van 1 juni tot 30 november. Voorafgaand aan het seizoen werd een iets actiever seizoen dan normaal voorspeld. Het Atlantisch orkaanseizoen 2005 werd echter het actiefste Atlantische orkaanseizoen ooit. Tweeënzeventig jaar lang was dit record in handen geweest van het seizoen 1933.
Het seizoen telde 29 tropische cyclonen en twee subtropische. Van de 29 bereikten 27 cyclonen de status van tropische storm en kregen een naam. Van de subtropische cyclonen bleef één een depressie. De andere werd pas na het seizoen bij analyse achteraf als subtropische storm erkend. Van de 27 tropische stormen bereikten 15 orkaanstatus. Zeven orkanen groeiden uit tot "majeure" orkanen, dat wil zeggen categorie 3 of meer. Vier orkanen, Emily, Katrina, Rita en Wilma bereikten de vijfde categorie. Het maximale aantal orkanen van de vijfde categorie in één seizoen was twee, dit gebeurde vijfmaal in de seizoenen 1960, 1961, 2007, 2017 en 2019.

## Cyclonen

### Tropische storm Arlene
Arlene ontstond uit een depressie ten noorden van Honduras. Door de gunstige omstandigheden, de afwezigheid van winden op grotere hoogten in de atmosfeer, die de vorming van tropische cyclonen tegengaan, vormde zich op 6 juni tropische depressie één. Deze trok naar het noorden en op 8 juni promoveerde zij tot tropische storm. Arlene bracht stormwinden en veel regen op Cuba en de Kaaimaneilanden. Arlene kwam aan land in Cabo Corrientes op Cuba, met winden van 80 km/uur en verzwakte boven land. Op 10 juni trok Arlene de Golf van Mexico op en nam in kracht toe tot 110 km/uur (vlak beneden de orkaangrens). Arlene trok verder richting Florida. Op 11 juni kwam Arlene bij Pensacola, Florida, aan land met winden van 95 km/uur. Zij trok verder noordwaarts als verzwakkende tropische depressie naar Indiana en Michigan. Boven Canada werden de restanten van Arlene opgenomen in een frontaal systeem.

### Tropische storm Bret
Eind juni vormde zich een storing boven de baai van Campeche. Deze organiseerde zich op 28 juni tot tropische depressie 2 en promoveerde een paar uur later tot Bret. Het was van 1986 geleden, dat er zich voor 1 juli twee tropische stormen hadden gevormd, dit was de 13e maal dat dit gebeurde sinds 1851. Op 29 juni kwam Bret aan land bij Tuxpan, in de staat Veracruz in Mexico als een zwakke tropische storm. Bret bracht veel regen in de staat Veracruz en loste dezelfde dag nog op boven de heuvels van San Luis Potosí.

### Orkaan Cindy
Op 3 juli vormde zich tropische depressie 3 in de Caribische Zee en liep de volgende dag op het schiereiland Yucatán aan de grond. Boven de Golf van Mexico bereikte zij tropische storm status en kreeg de naam Cindy. Cindy trok naar het noorden en kwam op 5 juli bij Grand Isle in Louisiana aan land. Eerst werd gedacht dat Cindy aan land kwam als zware tropische storm (windkracht 11), maar uit analyses van het National Hurricane Center na het seizoen, bleek dat zij op dat moment toch orkaanstatus had bereikt. Cindy trok naar het noordoosten en verzwakte en verloor haar tropische kenmerken. Cindy trof hetzelfde gebied als Orkaan Katrina twee maanden later en veel mensen besloten mede door wat zij tijdens Cindy doorstaan hadden toch te evacueren toen Katrina zich aandiende.

### Orkaan Dennis

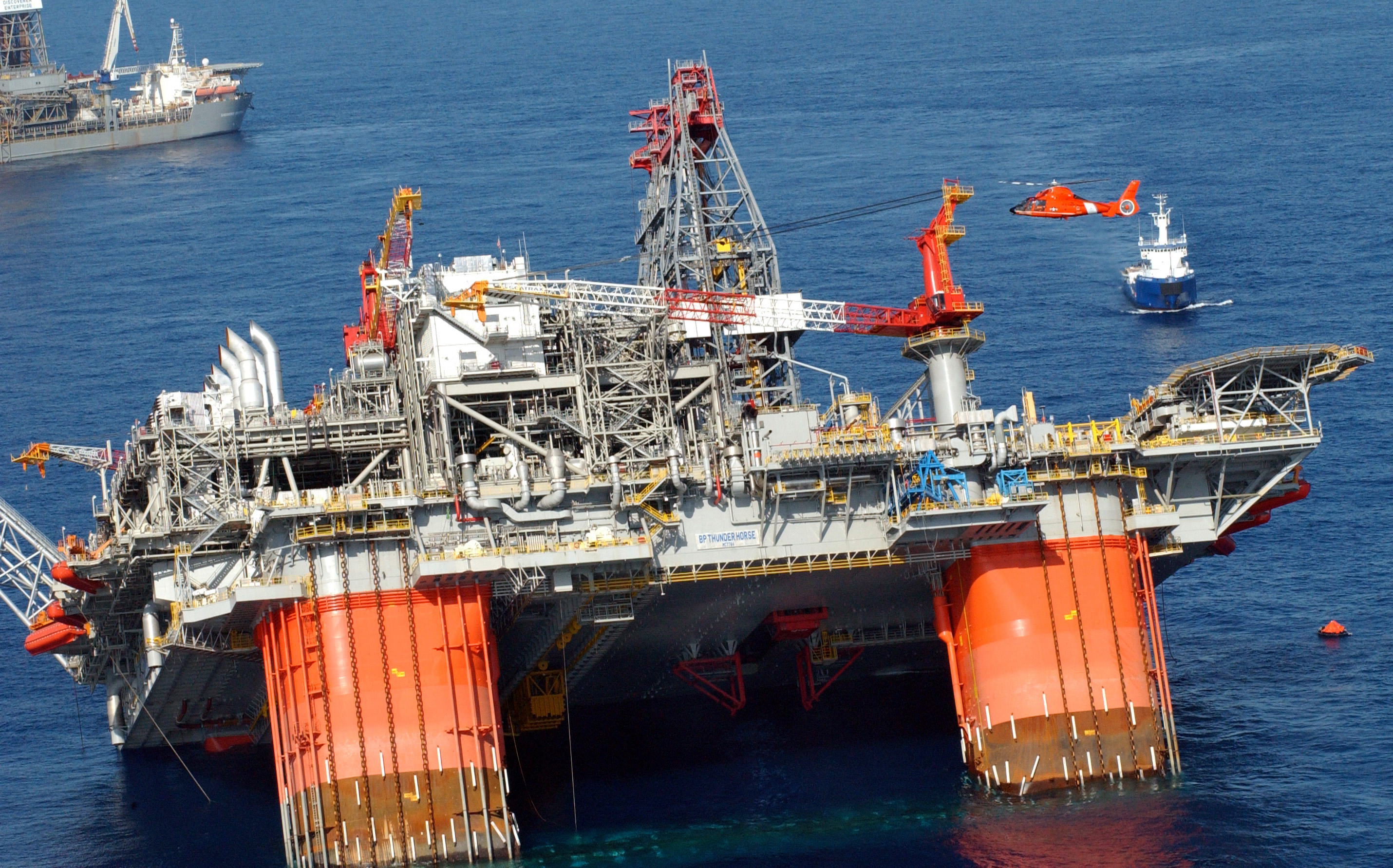
Thunder Horse in de Golf van Mexico op 12 juli 2005, met een zware slagzij na orkaan Dennis

Tropische depressie 4 vormde zich juist ten westen van de bovenwindse eilanden op 4 juli. Hij trok in westnoordwestelijke richting en nam snel in kracht toe. Voordat tropische depressie 4 de naam Dennis verdiend had, werd reeds voorspeld dat hij zou uitgroeien tot een orkaan in de 3e categorie. Op 5 juli werd Dennis een tropische storm en op 6 juli een orkaan. Op 7 juli trok Dennis tussen Jamaica en Haïti, terwijl hij uitgroeide tot een categorie 4 orkaan en de hoogste windsnelheden bereikte voor een orkaan vóór de aanvang van augustus. Dit record viel 9 dagen later door Emily. Op 8 juli trok Dennis Cuba over, langs de hoofdstad Havana. Dennis verzwakte boven Cuba en won weer aan kracht boven de golf van Mexico. Hij bereikte opnieuw categorie 4, maar kwam als categorie 3 orkaan aan land ten zuidoosten van Pensacola, Florida. Dennis eiste ten minste 71 mensenlevens; 44 op Haïti, 16 op Cuba en 10 in Florida. Vele mensen in Haïti werden vermist. Dennis was de ergste orkaan die Cuba trof sinds orkaan Flora in 1963. Dennis veroorzaakte $4.000.000.000,- tot $6.000.000.000,- schade. In april 2006 werd de naam Dennis van de lijst geschrapt.

### Orkaan Emily
Op 11 juli vormde Emily zich op de Atlantische Oceaan uit tropische depressie 5. Deze tropische depressie was uit een tropische onweersstoring ontstaan in de buurt van Kaapverdië. Daardoor was Emily de enige orkaan van het Kaapverdische type van het seizoen. Zij trok richting Grenada en trof het eiland als orkaan van de eerste categorie op 14 juli. Boven de Caribische Zee won Emily snel aan kracht; op 15 juli bereikte zij categorie 4 status en verbrijzelde het record van Dennis als sterkste orkaan vóór augustus. Op 16 juli bereikte zij met 929 mbar en 250 km/uur de grens van de vijfde categorie. Eerst dacht men dat zij daarmee haar top had bereikt, maar op 10 maart 2006 werd bekendgemaakt in het eindrapport over Emily, dat zij op 17 juli haar hoogtepunt bereikte met windsnelheden van 260 km/uur en een minimale druk van 929 mbar op 185 km ten zuidwesten van Jamaica, daarmee was Emily postuum de eerste orkaan van de vijfde categorie van het seizoen en de vroegste orkaan van de zwaarste categorie in een seizoen. Emily trok langs Jamaica en de Kaaimaneilanden verder westwaarts. Op 18 juli kwam zij bij Tulum, Mexico aan land, trok over de Yucatán en kwam boven de baai van Campeche. Bij Boca Madre in de staat Tamaulipas, Mexico kwam Emily weer aan land als een orkaan van de derde categorie. Ten minste 4 doden worden aan Emily toegeschreven. De naam Emily werd gehandhaafd na afloop van het seizoen, daarmee is Emily een van de vier orkanen van de vijfde categorie, waarvan de naam niet werd geschrapt.

### Tropische storm Franklin
Op 21 juli vormde zich in de buurt van de Bahama's tropische depressie 6. Een paar uur later werd dit systeem Franklin en daarmee was Franklin de vroegste zesde tropische storm in een seizoen ooit. Franklin kwam nooit aan land. Franklin was wisselend in koers en intensiteit. Hij werd in zijn structuur bedreigd door massa`s droge lucht en doorstaande stromingen op grotere hoogten, maar hij bereikte toch bijna orkaanstatus.

### Tropische storm Gert
Boven de baai van Campeche vormde zich op 23 juli tropische depressie 7 en de volgende dag promoveerde zij tot tropische Storm Gert, de vroegste zevende tropische storm in een seizoen ooit. Op 24 juli kam Gert aan land ten zuiden van Tampico in Mexico met winden van 70 km/uur en een druk van 1005 mbar. Het gebied was een week eerder door Emily getroffen, waardoor de regenval extra gevaar voor aardverschuivingen betekende.

### Tropische storm Harvey
Op 2 augustus vormde zich tropische depressie 8 ten zuidwesten van de Bahama's. De volgende dag promoveerde de tropische depressie tot Harvey. Hoewel Harvey op de Bahama's veel regen bracht, richtte de storm geen noemenswaardige schade aan. Op 4 augustus bereikte Harvey zijn top intensiteit met 105 km/uur winden en een druk van 994 mbar. Harvey trok naar het oostnoordoosten, de Atlantische Oceaan op. Op 8 augustus verloor Harvey zijn tropische kenmerken.

### Orkaan Irene
Op 4 augustus vormde zich tropische depressie 9 ten westen van Kaapverdië. De depressie moest vechten tegen ongunstige omstandigheden als droge lucht en sterke stromen in de atmosfeer. Toch promoveerde zij op 7 augustus tot Irene. Omdat de ongunstige omstandigheden aanhielden, degradeerde Irene de volgende dag tot tropische depressie. Irene trok westwaarts en op het moment dat de meteorologen haar dood wilden verklaren, kwam zij onder steeds betere omstandigheden, als zij verder naar het westen trok. Zij werd opnieuw een tropische storm en op 14 augustus een orkaan. Op 16 augustus werd Irene een orkaan van de tweede categorie. Daarna kwam zij boven kouder water en verloor ten zuidoosten van Newfoundland haar tropische kenmerken.

### Tropische depressie 10
Ten oosten van de bovenwindse eilanden vormde zich op 13 augustus tropische depressie 10. Toen zij westwaarts trok, kwam zij, zoals Irene onder zeer ongunstige omstandigheden en ging ten onder. De overblijfselen trokken verder naar het westnoordwesten. De circulatie van de depressie, voor zover die nog intact was, vormde later samen met een storing tropische depressie 12, die uitgroeide tot Orkaan Katrina.

### Tropische storm Jose
Boven de baai van Campeche ontstond op 22 augustus tropische depressie 11, die een paar uur later promoveerde tot tropische storm Jose. Op 23 augustus kwam Jose aan land bij Veracruz met winden van 95 km/uur. Jose eiste 8 levens.

### Orkaan Katrina

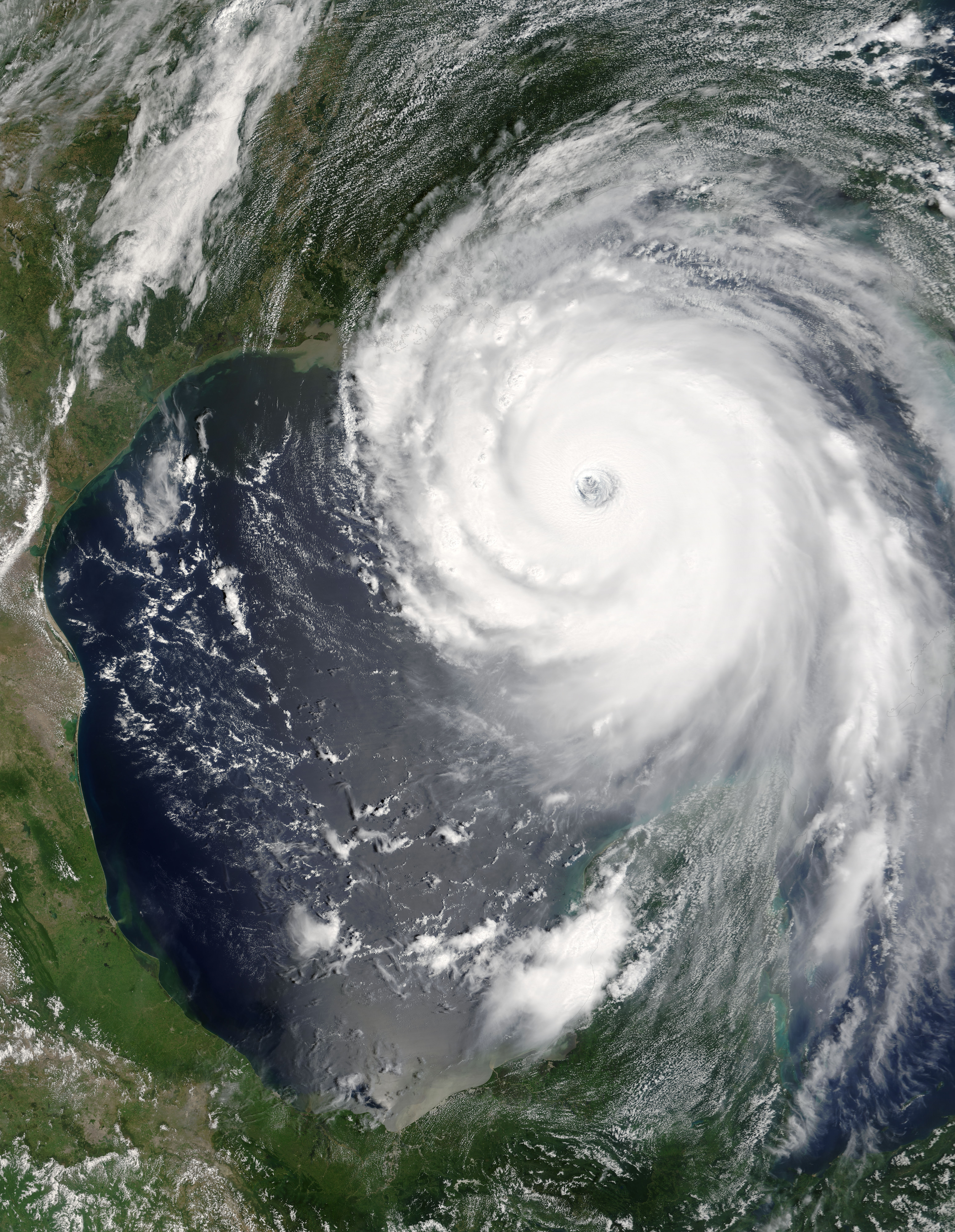
Orkaan Katrina op 28 augustus.

De cyclogenese van de tropische cycloon is enigszins ingewikkeld. Er waren drie hoofdrolspelers; als eerste opgeloste tropische depressie 10, verder een tropische golf, die op 11 augustus van de Afrikaanse kust westwaarts was getrokken en een trog van lage druk op grote hoogte boven de westelijke Atlantische Oceaan en de Bahama's. Het lagedrukgebied op grote hoogte veroorzaakte een stevige westelijke schering, die tropische depressie 10 de das om had gedaan. De westelijke schering had niet alleen de convectie weggeblazen, maar ook de vortex in het centrum van tropische depressie 10 uitgerekt. Het onderste deel van de circulatie loste op in de nabijheid van Cuba. Maar het deel in de middelste deel werd door de westelijke schering tegengehouden en passeerde pas op 18 en 19 augustus ten noorden van de Bovenwindse Eilanden. Toen bereikte op 19 augustus de tropische golf de Bovenwindse Eilanden en smolt samen met de overblijfselen van de circulatie in de middelste lagen van de atmosfeer van tropische depressie 10. Dit complex veroorzaakte ten noorden van Puerto Rico talrijke onweersbuien en begon tot ontwikkeling te komen.
De tropische onweersstoring trok westwaarts ten noorden van Hispaniola. Het lagedrukgebied op grote hoogte, dat eerst tropische depressie 10 om zeep had geholpen, veroorzaakte nog steeds ongunstige schering, maar dat zou veranderen. Toen de tropische onweersstoring bij de Turks- en Caicoseilanden was aangekomen, verzwakte de trog van lage druk op grote hoogte en trok westwaarts over Florida weg, zodat de schering afnam en het tropisch lagedrukgebied zich kon ontwikkelen. Op 23 augustus ontstond op 320 km ten zuidoosten van Nassau tropische depressie 12. Tropische depressie 12 trok noordwestwaarts en won aan organisatie boven de Bahama's. Op 24 augustus promoveerde tropische depressie 12 tot tropische storm Katrina. De noordwestelijke koers was een gevolg van een zwak punt ten noordwesten van Katrina in de rug van hoge druk die boven de noordelijke Golf van Mexico en het zuidoosten van de Verenigde Staten zich aan het opbouwen was. Dit hogedrukgebied aan Katrina's noordflank werd echter sterker en dwong Katrina op 25 augustus naar het westen en later naar het westzuidwesten bij te draaien.
Daardoor zette Katrina koers naar het zuiden van Florida en boven het warme water van de golfstroom tussen Florida en de Bahama's promoveerde Katrina op 25 augustus tot orkaan. Twee uur later op 25 augustus landde zij in Florida met windsnelheden tot 130 km/uur. De interactie met het vasteland van Florida kon Katrina nauwelijks deren; haar structuur bleef intact, ook het oog en boven de vlakke Everglades boette zij nauwelijks aan kracht in. Op het einde van haar zes uur durende overtocht degradeerde zij heel even tot tropische storm op 26 augustus, maar een uur later had zij boven de Golf van Mexico haar orkaanstatus herwonnen. Boven de Golf van Mexico kwam zij onder een omvangrijk hogedrukgebied op grote hoogte terecht. De anticyclonische circulatie boven Katrina was uitstekend voor haar uitstoot en zij begon snel aan kracht te winnen.
Op 27 augustus bereikte zij de tweede categorie. Het hogedrukgebied aan het aardoppervlak aan de noordflank van Katrina begon nu naar het oosten weg te drijven, waardoor Katrina naar het westen en noordwesten en later zelfs naar het noorden bij draaide. Katrina had nu een oogrokvervangingscyclus doorgemaakt, die haar omvang sterk had doen toenemen en waardoor zij tot de derde categorie was aangewakkerd. Nu kwam zij terecht boven een lus in de golfstroom, die zeer warm water uit de Caribische Zee eerst noordwestwaarts voert en zich ten zuiden van Louisiana omdraait om het water af te voeren naar de Straat Florida. Boven dit zeer warme water en onder het hogedrukgebied op grote hoogte bereikte Katrina op 28 augustus de vijfde categorie en bereikte haar hoogtepunt met windsnelheden van 278 km/uur en een minimale druk van 902 mbar. Ook had Katrina nu een enorme omvang; het stormveld met windsnelheden van tropische stormkracht reikte tot 400 km uit het centrum en windsnelheden van orkaankracht reikten tot 170 km uit het centrum.
Daarna begon Katrina aan een nieuwe oogrokvervangingscyclus, waardoor zij verzwakte tot de derde categorie. Op 29 augustus landde Katrina met windsnelheden tot 204 km/uur en een minimale druk van 920 mbar bij Buras in Louisiana. Katrina stak het schiereiland van de Mississippidelta over en landde enkele uren opnieuw bij de monding van de rivier de Pearl bij de grens tussen Louisiana en Mississippi met windsnelheden tot 194 km/uur, nog steeds een derdecategorieorkaan. De verzwakking van de vijfde naar de derde categorie ten spijt had de omvang van het storm- en orkaanveld van Katrina nauwelijks ingeboet. Boven land verzwakte Katrina nu snel; op 30 augustus degradeerde Katrina tot tropische storm boven Mississippi. Nu verscheen er ten noordnoordwesten een koufront, dat Katrina voor zich uit steeds sneller naar het noordoosten dreef. Nog op 30 augustus degradeerde zij verder tot tropische depressie, die op 31 augustus haar tropische kenmerken verloor en later door het koufront boven het oosten van de Grote Meren werd opgenomen.
De stormvloed van 9 meter, waarmee zij gepaard ging, richtte veel schade aan aan de kust van Louisiana, Alabama en Mississippi. In New Orleans braken de verzadigde dijken en liep de stad onder. Katrina eiste ten minste 1836 levens in zeven staten van de VS. Katrina passeerde Orkaan Andrew als kostbaarste orkaan in de geschiedenis van de Verenigde Staten met een schade van vermoedelijk meer dan $81,2 miljard (Amerikaanse dollars uit 2005). In april 2006 werd de naam Katrina van de lijst geschrapt.

### Tropische storm Lee
Op de Atlantische Oceaan, ten oosten van de bovenwindse eilanden vormde zich op 28 augustus tropische depressie 13. De omstandigheden waren niet gunstig en tropische depressie 13 degenereerde tot een lagedrukgebied zonder tropische kenmerken (gesloten circulatie en convectie verdwenen). Op 31 augustus herwon de depressie haar tropische kenmerken en enkele uren later werd tropische depressie 13 héél even tropische storm Lee. Lang duurde het niet: enige uren later degenereerde Lee tot tropische depressie, die op 2 september oploste.

### Orkaan Maria
Tropische depressie 14 ontstond op 1 september uit een tropische storing, ongeveer 1750 km ten oosten van de bovenwindse eilanden. Op 2 september promoveerde zij tot tropische storm Maria. Zij trok over de Atlantisch Oceaan in noordwestelijke richting en won aan kracht. Op 4 september werd zij de zesde orkaan van het seizoen en op 5 september werd zij een orkaan van de derde categorie. Daarmee was zij na Dennis, Emily en Katrina de vierde “majeure” orkaan van het seizoen. Daarna verlegde zij haar koers naar het noordoosten en verzwakte op 8 september tot tropische storm. Terwijl zij haar tropische kenmerken verloor, won zij daarna weer aan kracht; toen zij IJsland naderde was zij haast weer op orkaansterkte. De overblijfselen van Maria veroorzaakten een aardverschuiving in Noorwegen, waarbij één dode viel. In haar bestaan als tropische cycloon kwam Maria niet aan land.

### Orkaan Nate
Tropische depressie 15 ontstond uit een goed georganiseerd lagedrukgebied, zo`n 600 km ten zuidzuidwesten van Bermuda op 5 september. Nog dezelfde dag won zij aan kracht en werd tropische Storm Nate. Op 7 september promoveerde Nate tot orkaan van de eerste categorie. Nate trok naar het noordoosten. Op 8 september passeerde Nate 200 km ten zuiden van Bermuda met winden van 145 km/uur. Daarna werd Nate zwakker en verloor zijn tropische kenmerken op 10 september. Canadese marineschepen op weg naar de Golf van Mexico om aldaar hulp te verlenen in de nasleep van Katrina, werden op hun weg gehinderd door Nate en Ophelia.

### Orkaan Ophelia

Orkaan Ophelia, 13 september 2005

Op 6 september vormde zich tropische depressie 16 boven de noordelijke Bahama’s. Op de zevende kreeg zij de naam Ophelia en op de achtste werd zij een orkaan. Haar koers was wisselend; dan weer was zij stationair, dan weer bewoog zij langs de oostkust van de Verenigde Staten. Haar intensiteit wisselde; zij degradeerde en promoveerde verschillende keren van tropische storm tot orkaan en vice versa. Zij kwam nooit aan land (het geometrische midden van het oog moet dan boven land liggen) maar haar oogrokken bereikten de kust van North Carolina. Zij trok verder langs de Amerikaanse oostkust en verloor op 17 september haar tropische kenmerken bij Nova Scotia en bracht veel regen aan de Canadese kust. Ophelia eiste 3 mensenlevens en $ 1.600.000.000,- aan schade.

### Orkaan Philippe
Op 17 september vormde tropische depressie 17 zich uit een krachtige tropische storing ten oosten van de bovenwindse eilanden. Enige uren later promoveerde zij tot tropische storm Philippe. Sinds 1950 de derde keer dat de naam met de letter P aangesproken moest worden, na Pablo in 1995 en Peter in 2003. Op 18 september bereikte Philippe orkaanstatus, de negende van het seizoen. Daarna verzwakte Philippe en loste ten slotte op ten zuiden van Bermuda op 20 september.

### Orkaan Rita
Tropische depressie 18 vormde zich boven de Turks- en Caicoseilanden op 18 september 2005. Dezelfde dag nog kreeg zij de naam Rita. Zij won langzaam aan kracht en werd een orkaan op 20 september. Zij trok door de Straat Florida, waar zij promoveerde tot orkaan van de tweede categorie, naar de Golf van Mexico. Daar volgde een zeer snelle toename in kracht; Rita bereikte de vijfde categorie en was op twee na de orkaan met de laagste druk ooit gemeten in het Atlantisch bassin. Een maand later werd zij hierin door Wilma gepasseerd. Rita trok naar de Texaanse kust, de stad Houston werd voor haar komst geëvacueerd. Rita kwam op 24 september aan land bij de grens tussen Texas en Louisiana als orkaan van de derde categorie. Er worden 113 doden aan Rita toegeschreven en een schade van $9.400.000.000,-. In april 2006 werd de naam Rita van de lijst geschrapt.

### Tropische depressie 19
Tropische depressie 19 vormde zich op 30 september uit een tropische storing halfweg de archipel Kaapverdië en de bovenwindse eilanden. Zij trok naar het noordwesten, maar kwam niet verder in haar ontwikkeling dan 1006 mbar en windkracht 7. Op 2 oktober loste de depressie op.

### Orkaan Stan
Op de eerste oktober ontstond in het westen van de Caribische Zee uit een tropische storing tropische depressie 20. Deze trok westwaarts en promoveerde de volgende dag tot tropische storm Stan. Stan liep op het schiereiland Yucatán aan de grond en verzwakte. Weer boven de baai van Campeche regenereerde tropische depressie Stan tot tropische storm. Stan zette koers richting Veracruz en werd een orkaan voordat hij aan land kwam op 4 oktober. Hoewel Stan ‘slechts’ een orkaan was van de eerste categorie, veroorzaakte de regenval, die gepaard ging met Stan catastrofale aardverschuivingen in Mexico en Guatemala. Tot overmaat van ramp viel de komst van Stan haast samen met de uitbarsting van de Santa Ana vulkaan op 1 oktober. Stan is verantwoordelijk voor 1153 mensenlevens. In april 2006 werd de naam Stan van de lijst geschrapt.

### Subtropische storm zonder naam
In de analyse na het seizoen bleek in april 2006, dat er een subtropische storm onopgemerkt was gebleven. Daarom heeft deze geen naam gekregen. Op 28 september 2005 ontwikkelde zich ten westen van de Canarische Eilanden een lagedrukgebied op grote hoogte met in de nabijheid daarvan convectie. Het systeem trok naar het westnoordwesten en er ontwikkelde zich ook een lagedrukgebied aan het oppervlak. In de dagen daarna nam de convectie rond het systeem toe, zodat op 4 oktober een subtropische depressie ontstond, op ongeveer 700 km ten zuidwesten van het eiland São Miguel van de Azoren. Ten noordwesten van de Azoren naderde een niet-tropisch lagedrukgebied, waarvan het koufront de subtropische depressie naar het noordoosten deed drijven. De subtropische depressie won aan kracht en promoveerde tot subtropische storm op 4 oktober. Hij bereikte die dag zijn hoogtepunt met windsnelheden van 83 km/uur en een minimale druk van 997 mbar. Nadat de subtropische storm over de oostelijke Azoren was getrokken, werd hij de volgende dag gegrepen door het koufront en ging volledig op in de bovengenoemde niet-tropische depressie. Deze depressie zou zich een paar dagen later tot orkaan Vince ontwikkelen.

### Tropische storm Tammy
Tropische storm Tammy ontstond uit een stormstoring ten noorden van de Bahama’s op 5 oktober. Toen deze storing tropische kenmerken vertoonde werd zij Tammy, sinds Tanya in 1995, de tweede keer sinds 1950 dat de naam met de letter T werd aangesproken. Tanya trok naar het noordwesten en kwam in Florida aan wal. Haar overblijfselen veroorzaakten overvloedige regenval in Georgia, South Carolina en North Carolina.

### Subtropische depressie 22
Subtropische depressie 22 ontstond uit een lagedrukgebied, 725 km ten zuidoosten van Bermuda op 8 oktober. Zij trok naar het noordwesten, alwaar de omstandigheden steeds ongunstiger werden voor haar ontwikkeling. Haar overblijfselen veroorzaakte overstromingen in New Jersey, New York en New England.

### Orkaan Vince
Vince kwam voort uit een stormdepressie, waarin enkele dagen eerder de bovengenoemde subtropische storm zonder naam was opgegaan. Op 9 oktober had de stormdepressie in de buurt van Madeira zoveel tropische kenmerken aangenomen, dat deze eerst gepromoveerd werd tot tropische storm Vince en later tot orkaan Vince. Waarschijnlijk had deze depressie al op 8 oktober de status van subtropische storm en had eerder een naam moeten krijgen. Vince koerste richting Golf van Cádiz en verzwakte tot tropische storm en later tot tropische depressie. Tropische depressie Vince kwam aan land bij Huelva in Spanje op 11 oktober. Vince was de eerste tropische cycloon die als zodanig Europa aandeed en nog nooit had een orkaan zich zo noordelijk en oostelijk op de Atlantische Oceaan gevormd.

### Orkaan Wilma
Op 15 oktober vormde tropische depressie 24 zich ten zuidwesten van Jamaica. Na 2 dagen ontwikkelde zij zich tot tropische storm Wilma op 17 oktober, de eerste tropische cycloon met de letter W. Op 18 oktober bereikte Wilma orkaanstatus en daarna ging haar ontwikkeling zeer snel; in één etmaal ontwikkelde zij zich van een zware tropische storm tot de orkaan (vijfde categorie) met de laagste druk ooit gemeten in het Atlantische bassin (882 mbar op 19 oktober). Wilma koerste naar het schiereiland Yucatán, verzwakte tot orkaan van de vierde categorie en teisterde het schiereiland op 22 en 23 oktober. Wilma was afgezwakt tot de tweede categorie en zwenkte naar het noordoosten richting Florida. Voor zij in Florida aan land ging op 24 oktober bereikte zij de derde categorie. Boven Florida zwakte zij af, maar werd boven de Atlantische Oceaan weer een orkaan van de derde categorie. Zij bleef naar het noordoosten koersen en verloor op 25 oktober haar tropische kenmerken. Wilma eiste 62 mensenlevens en veroorzaakte miljarden dollars aan schade. In april 2006 werd de naam Wilma van de lijst geschrapt.

### Tropische storm Alpha

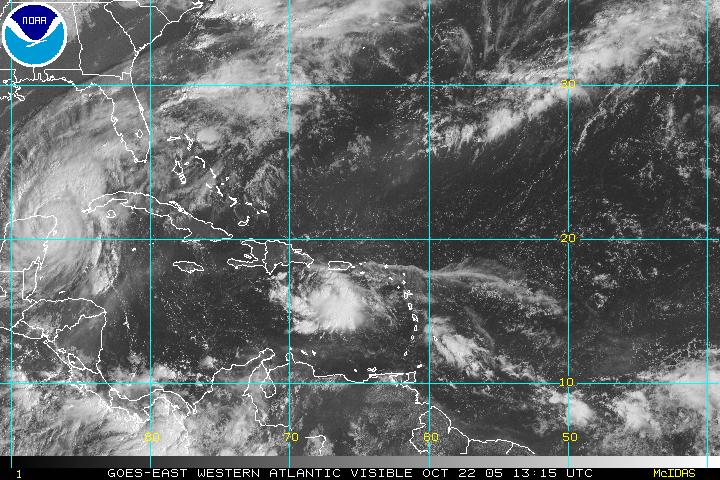
Tropische depressie 25 ten zuiden van Puerto Rico en orkaan Wilma boven het schiereiland Yucatán op 22 oktober.

Op 19 oktober bereikte een tropische golf de Bovenwindse Eilanden. In de tropische onweersstoring ontstond een lagedrukgebied in de buurt van Barbados, dat naar het westnoordwesten trok. De convectie nam toe, en begon zich te concentreren, zodat op 22 oktober het lagedrukgebied promoveerde tot tropische depressie 25 op 320 km ten zuidwesten van Puerto Rico. Tropische depressie 25 koerste noordwestwaarts richting de kust van Puerto Rico en promoveerde zes uur later tot tropische storm Alpha. De alfabetische lijst met namen was uitgeput; de hoeveelheid namen op die lijst van gebaseerd op het recordaantal van 21 tropische stormen van 1933 dat met Wilma was geëvenaard. Iedere volgende tropische storm zou volgens het Griekse alfabet worden benoemd. Tropische storm Alpha had het record uit 1933 gebroken, maar later bleek, dat Wilma al de 22e storm was geweest, toen na afloop van het seizoen een onbenoemde, subtropische storm werd toegevoegd. Alpha bereikte op 23 oktober zijn hoogtepunt met windsnelheden van 83 km/uur en een minimale druk van 998 mbar en liep dezelfde dag aan land bij Barahona in de Dominicaanse Republiek met winden van 83 km/uur. Door het bergachtige gebied van het eiland Hispaniola verzwakte Alpha snel tot tropische depressie. Eenmaal boven de Atlantische Oceaan herwon Alpha nooit meer zijn tropischestormstatus en werd hij op 25 oktober opgenomen door de veel sterkere Wilma.

### Orkaan Beta

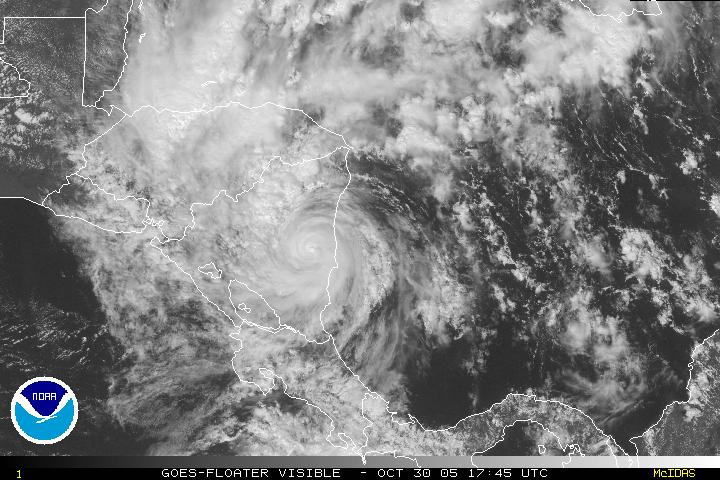
Orkaan Beta op 30 oktober na haar landing boven Nicaragua

Dezelfde tropische golf, die Alpha had verwekt, zou ook Beta verwekken. Een deel van tropische golf, die op 21 oktober tropische depressie 25 verwekte, trok verder westwaarts en op 25 begon de convectie zich te organiseren boven het zuidwesten van de Caribische Zee. De volgende dag op 26 oktober was het systeem voldoende georganiseerd om te promoveren tot tropische depressie 26 op ongeveer 160 km van de Panamese kust. Tropische depressie 26 trok aanvankelijk naar het noordwesten, maar kwam spoedig tussen hoge druk op middelgrote hoogte ten oostnoordoosten en een kleine trog van lage druk op middelgrote hoogte ten noordwesten. Als gevolg daarvan draaide tropische depressie 26 naar het noorden. Boven warm water van 29°C en met weinig schering promoveerde tropische depressie 26 op 27 oktober tot tropische storm Beta. De schering was weliswaar niet groot, maar voldoende om Beta af te houden van verdere ontwikkeling. Echter na 36 uur verdween de schering en Beta promoveerde tot orkaan op 29 oktober terwijl hij rakelings langs het Colombiaanse eiland Providencia trok. Er ontstond op middelgrote hoogte een rug van hoge druk, die sterker werd en zich uitbreidde ten noorden en later noordwesten van Beta, zodat Beta naar het westen en zuidwesten werd geduwd.
Op 30 oktober bereikte Beta zijn hoogtepunt met windsnelheden van 185 km/uur en een minimale druk van 962 mbar, een orkaan van de derde categorie. Twaalf uur later op 30 oktober landde Beta op de kust van Nicaragua, nabij La Barra del Río Grande met windsnelheden tot 167 km/uur. Daarna draaide Beta weer naar het westen en verzwakte. Op 31 oktober loste Beta op boven centraal Nicaragua. Beta brak het record uit 1969 van 12 orkanen in één seizoen (na de opwaardering van Cindy viel die eer te beurt aan Wilma) en was de zevende “majeure” orkaan (recordhouder is het seizoen 1950 met 8; dit is een van de weinige records, die het seizoen 2005 niet heeft kunnen evenaren). Over schade en slachtoffers van de ramp zijn nog geen definitieve cijfers beschikbaar. Maar er zijn geen slachtoffers gemeld. Op La Isla de Providencia konden de 5.000 inwoners schuilen in schuilkelders in de heuvels van het eiland. Vele daken werden weggeblazen en zeker 30 mensen raakten gewond. In Nicaragua veegde Beta het dorp Sandy Bay van de kaart, de houten huizen van de ongeveer 3.000 bewoners overleefden Beta niet. Veel woningen en gebouwen aan de kust liepen schade op. Ook in Honduras was er veel schade aan de infrastructuur, bruggen, wegen en telefoonleidingen, die werden beschadigd. De Hondurese voetbalbond gelastte alle wedstrijden af.

### Tropische storm Gamma

Tropische storm Gamma op zijn hoogtepunt op 19 november boven de Baai van Honduras.

Na Beta was er bijna twee weken lang geen tropische activiteit in het Atlantisch bassin, wat voor dit record seizoen een van de langere rustperiodes was. Op 3 november trok een krachtige tropische golf van de Afrikaanse kust westwaarts. De hoeveelheid convectie, die de tropische onweersstoring vertoonde was zeer aanzienlijk voor die periode van het seizoen (het tropischegolfseizoen was op zijn eind, om niet te zeggen voorbij). De storing bereikte op 13 november de Bovenwindse Eilanden met veel wind en regen. Nadat de tropische golf de Caribische Zee was binnengetrokken, ontstond er aan zijn zuidas een breed lagedrukgebied en bovendien verminderde de westelijke schering, zodat de convectie zich organiseerde en op 14 november hieruit tropische depressie 27 ontstond op 155 km ten westen van Saint Vincent en de Grenadines. Tropische depressie 27 trok verder westwaarts en begon zich beter te organiseren, ondanks de nu matige schering.
Tropische depressie 27 promoveerde tot tropische storm op 15 november. Maar dit werd pas postuum erkend, zodat de tropische cycloon nog geen naam kreeg. De schering nam nu verder toe en de tropische storm degradeerde 12 uur later op 18 november tot tropische depressie, die op haar beurt 24 uur later degenereerde tot tropische onweersstoring op 480 km ten zuidoosten van Jamaica. De tropische onweersstoring trok verder westwaarts, gedreven door een rug van hoge druk ten noorden van haar. Op dat moment ontstond er een lagedrukgebied boven Panama, dat noordwestwaarts trok, richting Nicaragua en Honduras, over de zuidwestelijke Caribische Zee. Dit was verantwoordelijk voor de schering, die de tropische depressie 27 (tropische storm Gamma) aanvankelijk de nek omdraaide. Het lagedrukgebied liep op de hellingen van het bergachtige Nicaragua en verzwakte. Daar botste het met de tropische onweersstoring en daardoor ontwikkelde zich opnieuw een tropische cycloon. Nu het lagedrukgebied was verzwakt, verdween de schering en kon zich opnieuw een tropische cycloon ontwikkelen. De vraag was daarbij of de restanten van tropische depressie 27/Gamma het lagedrukgebied hadden opgenomen of andersom.
Deze vraag is relevant, omdat in het laatste geval er sprake van een heel nieuwe tropische cycloon, tropische depressie 28/tropische storm Delta zou zijn geweest. De meteorologen achtten het eerste scenario waarschijnlijk en op 18 november promoveerde het systeem tot tropische storm Gamma voor de kust van Honduras nabij de stad Limon (het was nu voor het eerst dat de cycloon een naam had gekregen). De volgende dagen dreef Gamma voor de noordoostelijke kust van Honduras en bereikte op 19 november zijn hoogtepunt met windsnelheden tot 83 km/uur en een minimale druk van 1002 mbar. Daarna nam de schering weer toe en Gamma degradeerde tot tropische depressie op 20 november, die op 21 november oploste. Gamma eiste 41 mensenlevens: twee in Saint Vincent en de Grenadines, twee vissers van Jamaica, vierendertig in Honduras en drie in Belize. In Belize werden bovendien vijf vissers vermist, naast dertien andere vermisten in Honduras. De schade van Gamma bedroeg ten minste $18 miljoen. In Honduras werden 2000 huizen en 7 bruggen door overstromingen vernietigd of zwaar beschadigd.

### Tropische storm Delta

Tropische storm Delta op zijn hoogtepunt op 24 november.

Op 19 november vormde zich een lagedrukgebied van niet-tropische origine zich op 2150 km ten zuidwesten van de Azoren. Dit lagedrukgebied had aan zijn noordflank een koufront, dat behoorde bij een andere depressie en koerste in een oostnoordoostelijke richting tot 20 november. Op 21 november draaide het lagedrukgebied meer naar het noordoosten en begon diepe convectie te ontwikkelen nabij zijn centrum. De volgende dag ging de transformatie verder; op grote hoogte veranderde de koude kern van het lagedrukgebied in een warme kern en het lagedrukgebied begon zich los te maken van het koufront. Hierdoor was het lagedrukgebied op 22 november gepromoveerd tot subtropische storm Delta op 1350 km ten zuidwesten van de Azoren. De volgende dag draaide Delta naar het zuidzuidwesten en kon zijn convectie verstevigen, zodat hij een volledige tropische storm werd op 23 november.
Op 24 november kwam Delta stationair te liggen op 2050 km ten zuidzuidwesten van de Canarische Eilanden en bereikte op dat moment een voorlopig hoogtepunt met windsnelheden tot 110 km/uur en een minimale druk van 980 mbar, net onder orkaankracht. Van 25 tot 27 november had Delta te kampen met schering, die hem aanzienlijk verzwakte. Ook maakte Delta in die periode een bocht; tegen de wijzers van de klok in, draaide hij naar het zuidwesten, later naar het zuidoosten en ten slotte naar het oostnoordoosten, doordat hij in die richting werd getrokken door een uitdiepende trog van lage druk boven West-Europa. Toen de oostnoordoostelijke koers werd ingezet in combinatie met de sterker wordende trog, kon Delta, die een zwakke tropische storm was geworden, opnieuw aan kracht winnen. Op 27 november bereikte Delta opnieuw windsnelheden van 110 km/uur bij een druk van 982 mbar en ontwikkelde zelfs een oog.
Op 28 november draaide Delta naar het oostnoordoosten en verloor zijn tropische kenmerken op minder dan 400 km ten westnoordwesten van de Canarische Eilanden door schering en door het aanzuigen van koudere lucht. Op 28 november passeerde Delta, nog steeds met windsnelheden tot 110 km/uur, op 160 km ten noorden van de Canarische Eilanden. Delta koerste naar Marokko, waar hij op 29 oploste en bracht daar alleen regen. Delta eiste als extra tropische storm ten minste 7 mensenlevens; zes opvarenden verdronken. Zij waren vluchtelingen, die de eilanden probeerden te bereiken. Eén man werd van het dak geblazen, dat hij – tijdens de storm – wilde repareren. Twaalf mensen werden vermist. El dedo de Dios, de vinger van God, een rots in de vorm van een vinger, een toeristische trekpleister op de Canarische Eilanden werd door Delta afgebroken. De tonijnvangst van dat seizoen viel vanwege Delta 10 tot 15% lager uit, omdat de vissersschepen op de Canarische Eilanden niet konden uitvaren. De schade ten gevolge van (de extratropische) Delta bedroeg €312 miljoen.

### Orkaan Epsilon

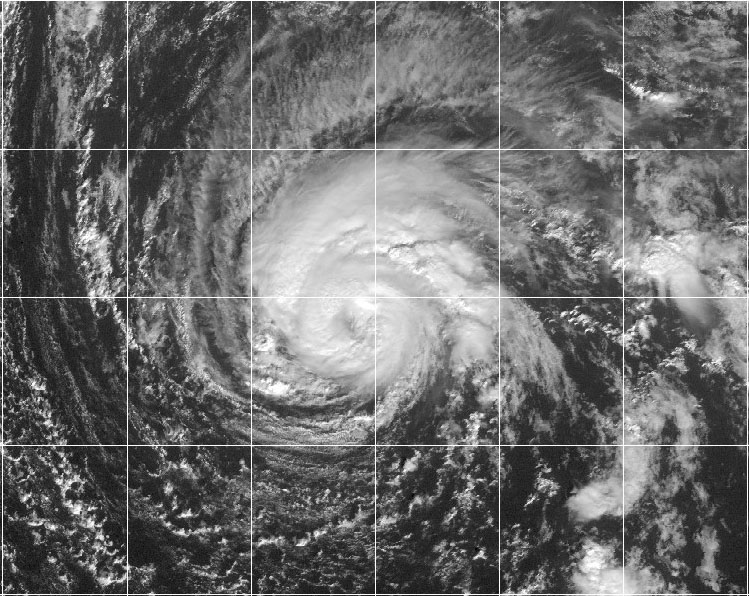
Orkaan Epsilon op 2 december, het moment dat Epsilon orkaanstatus bereikt. Te zien is hoe Epsilon zich vormt tot een ringvormige orkaan met een relatief groot oog en brede oogrokken.

Op 27 november ontwikkelde zich een stormdepressie onder een lagedrukgebied op grote hoogte op 1850 km ten oosten van Bermuda. Deze systemen waren niet tropisch van karakter. Tegelijkertijd lag er een stationair front ten noorden van dit systeem, dat zich oostwaarts uitstrekte. De volgende dag begon de transformatie naar een tropische cycloon, het lagedrukgebied maakte zich los van het front en begon convectie te vertonen, maar die was nog gering en niet goed georganiseerd. Dat veranderde op 29 november, een uitbraak van diepe convectie ten noorden van het centrum wikkelde zich snel om het centrum heen tot een 70 km brede band, die later de oogrok zou worden. Hiermee promoveerde het systeem op 29 november, op de valreep van het officiële einde van het seizoen tot tropische storm Epsilon. Aan de zuidoostflank van een hogedrukgebied koerste Epsilon aanvankelijk westzuidwestwaarts. Epsilon lag nog steeds onder het lagedrukgebied op grote hoogte en dit gaf lichte schering en onvoldoende structuur voor de convectie om zich goed te organiseren.
Epsilon verzwakte iets en men verwachtte dat Epsilon het spoedig zou moeten afleggen tegen de toenemende schering. Maar uit het westen naderde een trog van lage druk en het lagedrukgebied boven Epsilon verzwakte. Epsilon draaide hierdoor tegen de wijzers van de klok in terug naar het noordoosten. De schering werd minder en uitstoot iets beter. Toch verklaart dit niet hoe Epsilon op 2 december heeft kunnen promoveren tot orkaan op 1570 km ten oostnoordoosten van Bermuda boven water van slechts 21°C tot 24°C. Op 3 december draaide Epsilon naar het oosten en vermeed zo de straalstroom aan zijn noordflank. Epsilon kreeg het uiterlijk van een ringvormige orkaan met een oog van 53 km tot 62 km in doorsnee en oogrokken tot 70 km breed. Op 5 december bereikte Epsilon zijn hoogtepunt met windsnelheden tot 140 km/uur en een minimale druk van 981 mbar. Het front, dat bij de trog van lage druk behoorde, passeerde op 6 december ten noorden van Epsilon en daarachter volgde een rug van hoge druk, die Epsilon naar het zuidzuidwesten en zuidwesten duwde en boven weer meer schering bracht over de tropische cycloon.
Op 7 december degradeerde Epsilon op 1480 km ten zuidwesten van de Azoren en werd door de schering in toenemende mate ontdaan van zijn convectie. Op 8 december degradeerde tropische storm Epsilon tot tropische depressie, die enkele uren later oploste tot een resterend lagedrukgebied. Slechts 5 andere tropische cyclonen promoveerden tot orkaan in de maand december; Nicole in 1998, Lili in 1984, Alice II in 1954, orkaan 2 in 1925 en orkaan 18 in 1887. Epsilon evenaarde het record van 140 km/uur voor een orkaan in de maand december. De duur van vijf dagen, waarin Epsilon zich als orkaan handhaafde, is een record voor de maand december.

### Tropische storm Zeta

Tropische storm Zeta op 2 januari 2006. Zeta is met Orkaan Alice II uit het seizoen 1954 de enige tropische cycloon, die bestond in twee kalenderjaren

Op 29 december ontwikkelde zich op de Atlantische Oceaan tropische depressie 30 uit een trog van lage druk, behorende bij een oud, stationair front. Op 30 december promoveerde tropische depressie 30 tot tropische storm Zeta, maar het National Hurricane Center had de tropische cycloon aanvankelijk genegeerd; men had genoeg van het seizoen 2005. Één meteoroloog, Dr. Franklin schreef op 30 december: "Hoewel het erop lijkt dat de atmosfeer de ontwikkeling van tropische cyclonen wil stimuleren bis zum Kotzen, zal spoedig de kalender een eind maken aan het gebruik van het Griekse alfabet om hen te benoemen". Zeta trok aanvankelijk naar het noordwesten, maar stagneerde op 31 december, om rond de jaarwisseling naar het westen en zuidwesten te draaien. Zeta handhaafde zich onder ongunstige tot vijandige omstandigheden en had te kampen met veel schering. Zoals bij Epsilon vier weken daarvoor, dreef Zeta de meteorologen tot wanhoop. Zeta weigerde te verzwakken, hoewel dat steeds werd voorspeld.
Op 2 januari verzwakte Zeta iets, maar kwam op 3 januari onverwacht tot zijn hoogtepunt met windsnelheden tot 102 km/uur en een minimale druk van 994 mbar en liet de meteorologen sprakeloos achter. Men vreesde, dat Zeta nog zou promoveren tot een orkaan, tegen alle omstandigheden in, maar dit gebeurde niet. Na 4 januari kreeg de schering eindelijk de overhand, maar het National Hurricane Center onderschatte Zeta andermaal, toen Zeta resistenter bleek te zijn dan gedacht. Op 5 januari had men Zeta onterecht gedegradeerd tot tropische depressie, iets wat men zes uur later moest rechtzetten. Een etmaal later, op 6 januari was het definitief gedaan met Zeta, Zeta degradeerde voorgoed tot tropische depressie. Tropische depressie Zeta, de laatste tropische cycloon van het recordseizoen 2005 loste een paar uur later op boven de Atlantische Oceaan. Zeta is een van de laatst in het seizoen ontstane tropische cyclonen ooit, samen met Alice II uit 1954.
Met Alice II uit 1954 is Zeta de enige tropische cycloon die in 2 kalenderjaren bestond. Zeta leefde langer dan Alice II en met Zeta werd 2005 het actiefste seizoen in de geschiedenis, gemeten naar de cumulatieve energie van tropische cyclonen (ACE); een maat die windsnelheid en bestaansduur uitdrukt. Het vorige record was in handen van het seizoen 1950.

## Activiteit
De Activiteit van een tropische cycloon wordt gemeten aan de hand van de windsnelheid en de levensduur van een tropische cycloon. Deze wordt uitgedrukt in Ace, cumulatieve energie van een tropische cycloon, de eenheid van ACE is knopen²/10.000. Gedurende de levensduur van een tropische cycloon geven meteorologen om de 6 uur waarschuwingen en adviezen uit, waarin informatie over koers, windsnelheid, luchtdruk, vooruitzichten en mogelijke bedreigingen wordt besproken. Wanneer de cycloon de status heeft van ten minste een tropische storm wordt de windsnelheid in knopen gekwadrateerd en gedeeld door 10.000. Ieder advies of bespreking levert een Ace getal, alle getallen voor die tropische cycloon bij elkaar opgeteld levert de ACE-waarde van die cycloon. Alle waardes van alle tropische cyclonen tezamen geven de ACE-waarde voor een seizoen. Op 4 januari 2006 passeerde door Zeta het seizoen 2005 het seizoen 1950 als seizoen met de hoogste ACE-waarde en werd zo toch nog het actiefste seizoen aller tijden. Omdat Zeta in 2005 was ontstaan, kreeg het een naam uit het seizoen 2005 en werd deze tropische storm in zijn geheel tot het seizoen 2005 gerekend.

## Namen
De lijst met namen voor 2005 was hetzelfde als die van 1999, met dat verschil dat Franklin en Lee in de plaats van Floyd en Lenny waren gekomen. De lijst werd weer gebruikt in 2011, met uitzondering van de namen Dennis, Katrina, Rita, Stan en Wilma, die van de lijst werden geschrapt. Zij zullen worden vervangen door Don, Katia, Rina, Sean en Whitney. Het aantal van vijf geschrapte namen in één seizoen is een record (het vorige record stond op 4 geschrapte namen en was in handen van de seizoenen 1955, 1995 en 2004). De namen Franklin, Lee, Maria, Nate, Ophelia, Philippe, Rita, Stan, Tammy, Vince, Wilma, Beta, Gamma, Epsilon, en Zeta werden voor de eerste keer gebruikt.
In het geval van Rita, Stan en Wilma was dat de eerste en de laatste keer. Het gebruik van 15 nieuwe namen is een record. Alpha en Delta zijn in 1972 gebruikt, toen letters uit het Griekse alfabet gereserveerd waren voor subtropische cyclonen. Nooit eerder werden de namen met de letter V en W gebruikt. Ook was het de eerste keer dat de lijst op raakte en men zijn toevlucht nam tot het Griekse alfabet. Men overwoog nu de samenstelling van een lijst met alternatieve namen, zodat men als de lijst opraakt niet op het Griekse alfabet hoeft terug te vallen. Dit voorstel heeft het niet gered en voor volgend seizoen wordt opnieuw het Griekse alfabet gebruikt indien de lijst met reguliere namen opraakt.
| - Arlene - Bret - Cindy - Dennis - Emily - Franklin - Gert | - Harvey - Irene - Jose - Katrina - Lee - Maria - Nate | - Ophelia - Philippe - Rita - Stan - Tammy - Vince - Wilma | - Alpha - Beta - Gamma - Delta - Epsilon - Zeta |